# Wanik Awdijan
Wanik Awdijan (* 5. April 1995 in Yerevan, Armenien) ist ein 1,85 m großer, deutscher Profiboxer im Mittelgewicht. Mit 16 Jahren galt er als jüngster deutscher Profiboxer in der Geschichte des deutschen Boxsports.

## Leben und Anfang vom Boxen
Wanik Awdijan wurde am 5. April 1995 in Yerevan, Armenien geboren. Als er sechs Monate alt war, flohen seine Eltern mit ihm vor dem Krieg nach Deutschland. Erste Erfahrungen mit dem Boxen machte er im Alter von drei Jahren. Mit 12 Jahren fokussierte er sich sportlich auf das Boxen. Nach seiner Schulausbildung startete er mit dem Boxen als Profi, ohne zuvor einen Amateurkampf absolviert zu haben. Mit 16 Jahren war er der jüngste Profiboxer in der Geschichte des deutschen Boxsports. 2018 erkämpfte sich Awdijan gegen Maono Ally, mit zwei gebrochenen Händen, den IBF Junioren Weltmeistertitel.

## Profikarriere
Mit 16 Jahren begann er seine Karriere als Profiboxer, ohne davor Amateurkämpfe bestritten zu haben. Im Oktober 2012, hatte Wanik Awdijan seinen ersten Profikampf gegen Suleyman Dag. Diesen gewann er durch Technisches KO und feierte so ein starkes Debüt. Im Jahr 2018 gewann Wanik Awdijan seinen ersten Titelkampf der IBF um den Junioren-Weltmeistertitel im Mittelgewicht gegen Maono Ally.

## Profikämpfe
| Jahr | Tag           | Gegner              | Veranstaltungsort                       | Ergebnis                  |
| ---- | ------------- | ------------------- | --------------------------------------- | ------------------------- |
| 2012 | 13. Oktober   | Suleyman Dag        | Alex Sportcentrum, Nürnberg             | Sieg / TKO 2. Runde       |
| 2012 | 12. Dezember  | Achilles Szabo      | Arena Nürnberger Versicherung, Nürnberg | Sieg / Punktsieg          |
| 2013 | 27. April     | Thomas Kugler       | Stechert Arena, Bamberg                 | Sieg / Punktsieg          |
| 2013 | 26. Mai       | Chusein Dombajew    | Stadthalle Fürth, Fürth                 | Sieg / Punktsieg          |
| 2013 | 12. Oktober   | Zoltan Kiss Jr      | Alex Sportzentrum, Nürnberg             | Sieg / TKO 2. Runde       |
| 2013 | 27. Oktober   | Balazs Horvath      | Rockfabrik, Nürnberg                    | Sieg / TKO 2. Runde       |
| 2013 | 23. November  | Janos Olah          | Stechert Arena, Bamberg                 | Sieg / TKO 1. Runde       |
| 2014 | 15. Februar   | Kevin Thomas Cojean | Alex Sportcentrum, Nürnberg             | Niederlage / TKO 5. Runde |
| 2014 | 13. April     | Mihaly Voros        | Rockfabrik, Nürnberg                    | Sieg / KO 1. Runde        |
| 2015 | 11. April     | Jozsef Kormany      | Schützen- und Bürgerhaus, Hoevelhof     | Sieg / Punktsieg          |
| 2015 | 2. Mai        | Robert Blazo        | ASV Halle, Dachau                       | Sieg / Punktsieg          |
| 2015 | 30. Mai       | Vladimir Fecko      | Reinhold-Heidinger-Sporthalle, Leibnitz | Sieg / Punktsieg          |
| 2015 | 4. Juli       | Ivan Jukic          | Alex Sportcentrum, Nürnberg             | Sieg / Punktsieg          |
| 2015 | 12. September | Michal Vosyka       | Boxschule Culcay, Pfungstadt            | Sieg / TKO 3. Runde       |
| 2015 | 5. Dezember   | Bronislav Kubin     | Inselparkhalle, Wilhelmsburg            | Sieg / TKO 6. Runde       |
| 2016 | 26. März      | Patryk Litkiewicz   | Patryk Litkiewicz                       | Sieg / TKO 3. Runde       |
| 2016 | 9. Juli       | Peter Orlik         | Erich Wünsch Halle, Bernau              | Sieg / Punktsieg          |
| 2016 | 8. Oktober    | Attila Koros        | Alex Sportcentrum, Nürnberg             | Sieg / Punktsieg          |
| 2016 | 3. Dezember   | Giorgi Kandelaki    | Ufgauhalle, Karlsruhe                   | Sieg / Punktsieg          |
| 2017 | 11. März      | Muhamad Sebyala     | Alex Sportcentrum, Nürnberg             | Sieg / Punktsieg          |
| 2017 | 15. Juli      | Nkululeko Mhlongo   | Alex Sportcentrum, Nürnberg             | Sieg / Punktsieg          |
| 2018 | 27. Januar    | Donath Mihaly       | Boxcamp P1, Hellersdorf                 | Sieg / KO 2. Runde        |
| 2018 | 10. Februar   | Ferenc Hafner       | LEO's Boxgym, München                   | Sieg / Punktsieg          |
| 2018 | 24. Februar   | Florian Wildenhof   | Arena Nürnberger Versicherung, Nürnberg | Sieg / Punktsieg          |
| 2018 | 10. November  | Maono Ally          | Alex Sportcentrum, Nürnberg             | Sieg / Punktsieg          |
| 2019 | 12. Oktober   | Mateo Damian Veron  | Alex Sportcentrum, Nürnberg             | Sieg / Punktsieg          |
| 2020 | 25. September | Pavel Albrecht      | Sluneta, Usti nad Labem                 | Sieg / Punktsieg          |
| 2021 | 22. Mai       | Krisztian Santa     | CPI Boxclub, Donauwörth                 | Sieg / TKO 1. Runde       |
| 2021 | 30. Juli      | Iago Kiziria        | CPI Boxclub, Donauwörth                 | Sieg / Punktsieg          |
| 2021 | 16. Oktober   | Chris Eubank Jr.    | Utilita Arena, Newcastle upon Tyne      | Niederlage / RTD 5. Runde |

Quelle BoxRec-Statistik